# Csíkmenasági római katolikus templom

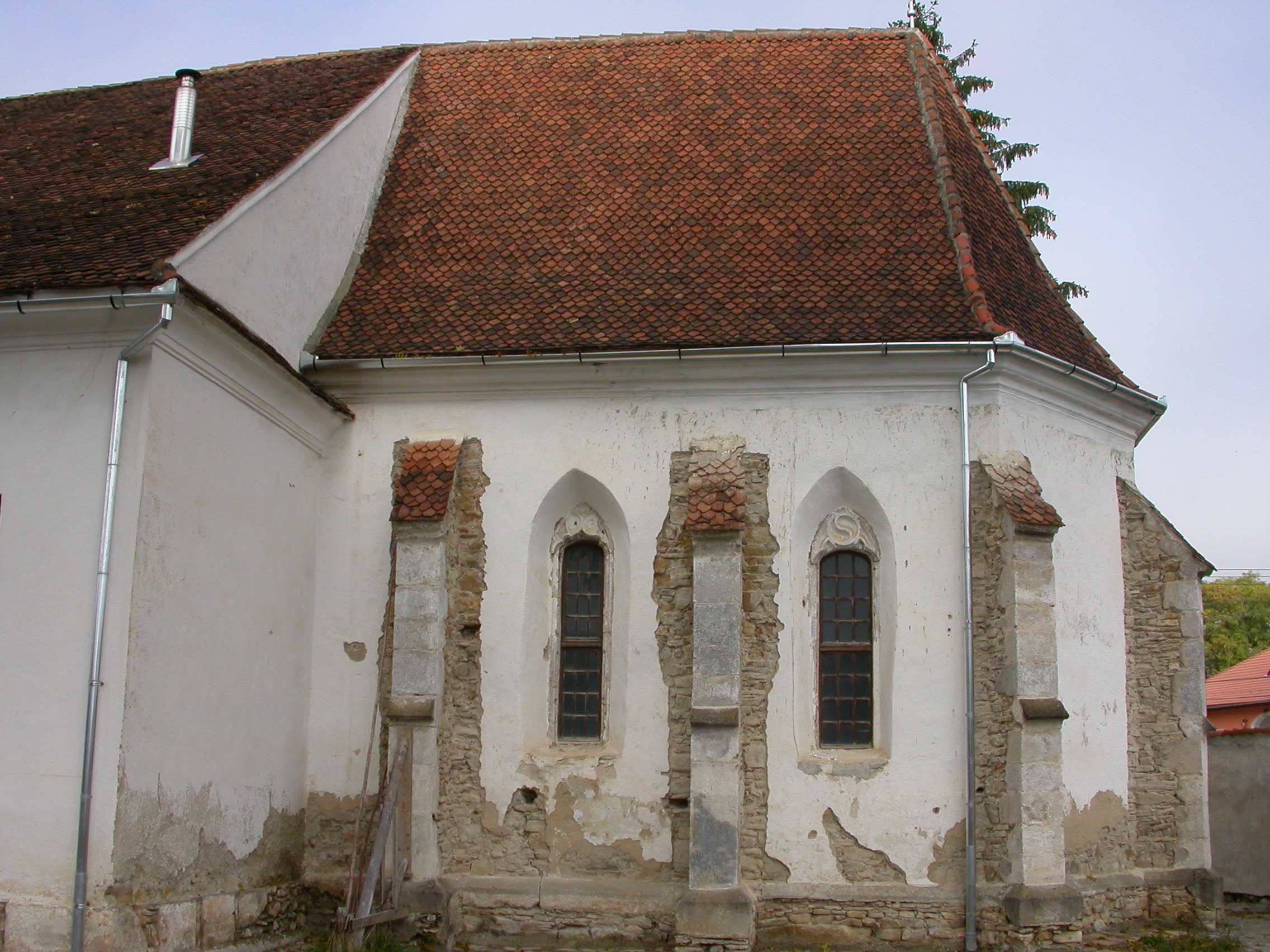

A csíkmenasági  római katolikus templom Alcsík egyik  legértékesebb egyházi műemléke. Románia műemlékeinek hivatalos  jegyzékében a HR-II-m-A-12748 sorszámon szerepel.

## A templom története
A  késő gótikus stílusú erődtemplom román kori alapokra épült a 15. században, amelyet ablakai, ajtómaradványai és támpillérfedőlapjai igazolnak.
A templomot először 1583-ban említették az oklevelek, de a kutatók sokkal régebbinek Árpád-korinak,  13. századinak vélik.
A templom szárnyasoltára  1543-ban készült, amelyet 1915-től a Magyar Nemzeti Múzeumban őriznek. A táblaképek, Dürer metszete nyomán az 1520-as években készülhettek.
A templom hajóját 1655-ben átépítették barokk stílusba, lapos mennyezettel, barokk kórussal  látták el. 1858-ban barokk oldalcsarnokot toldottak hozzá. A mai tornyot 1836-ban építették.

## A templom leírása
A templom legrégebbi darabja a sekrestye falában megőrzött román kori rózsaablak, amely egy korábbi, 11-13. századi templom apszis-, vagy kórus-ablakrózsája lehetett.
Ugyancsak az első építkezési kor maradványai a formailag egyedülálló román kori rózsaablakok.
A gótika emléke a szentélyben található szentségtartó fülke, amely csúcsíves vak-árkádokkal, reneszánsz levélmotívumokkal díszített.
A templom diadalíve csúcsíves, hálóboltozata épen megmaradt. A boltozat gyámkövei kehely idomúak és díszítésük változatos. A bordák kereszteződéseiben festett címerek és pajzsocskák láthatók. A zárókövek helyén szintén festett korongok díszlenek. Endes Miklós szerint az egyik pajzson az ősi székely címer egyik változata ismerhető fel.
A gótikus korszak legszebb részlete a szentély szép hálóboltozata, amely önmagában véve is nagyon látványos, de a bordázat által kialakított mezőket ugyanabban a korban színvonalas freskókkal díszítették.
Az 1543-ból származó szárnyasoltár  táblaképei Dürer metszete nyomán az 1520-as években készültek.  Az oltár tervezésében és díszítésében már a reneszánsz ábrázolásmód dominál. A  képek távoli német hatásra utalnak,  részletgazdagságukat tekintve a gótika hagyományait őrzik. Alkotója valószínűleg a segesvári Keresztély mester volt.
A mozgatható szárnyak előlapjain a gyermek Jézus látható, a zárt oltáron levő képek  a kínszenvedést ábrázolják. A szekrény keskeny függőleges szegélyét négy szent szűz szobrocskája díszíti, benne a Madonna áll a kis Jézussal. A félkörös oromdíszben levő kép Szent Annát ábrázolja,  a predellán Krisztus siratása látható. A hátsó passióképek szorosan követik Dürer lapjait, a szárnyképek hasonlóak a csíkszentléleki szárnyasoltár  képeivel.
A templom egykori főoltárát Hajnald püspök fedezte fel,  amely jelenleg a Magyar Nemzeti Galéria állandó kiállításán látható.
Az 1655-ben barokk stílusban átépített templom hajóját lapos mennyezettel látták el, a kórus is barokk  formát öltött. A barokk oldalcsarnokot 1858-ban építették.
A templom apszisa a nyolcszög három oldalával szögletesen záródik, mennyezetének szép hálóboltozata van.  Méretei az Árpád-korra mutatnak hossza 4,68 m, szélessége 6,23 m.
Művészeti szempontból a templom leglátványosabb és legértékesebb részei: a csúcsíves diadalívvel záruló csillagboltozatos szentély, a barokk oltárok és a szószék.
A 120 cm magas Mária szobor a 16. században a csíksomlyói faragó iskolában készült. Formáját és a drapériák díszítését tekintve a csíkszenttamási Madonnához hasonlít.
A Csíkmenasági római katolikus templom védelemre épült várfallal van övezve.

## A freskók
A szentély hálóboltozata nagyon látványos, a bordázat által kialakított mezőket magas színvonalú freskók díszítik. A gótikus korban készült falfestmények a templom ékességét képezik.
A minuszkulás betűkkel beírt nevek szerint a bordák közé festett képek figurális ábrázolásúak: A középső mezőkben a Szentháromság személyei láthatók, kelet felé szimmetrikusan a  Nap és a  Hold, kétoldalt próféták és evangélisták. A gyámkövek felől hosszan elnyúló mezőkben a szélesebb felső részén mindkét oldalon művészileg színvonalasan megfestett női szentek sorakoznak: Mária-Magdolna, Borbála, Katalin, Ilona, Margit, Anna, Klára és Zsuzsánna. A gyámkövek felőli elkeskenyedő rész csodálatos szépségű virágokkal van díszítve, amely a  gótika korában ritkaság számban menő különleges növényábrázolás volt.
A középkori freskók 1651-ben készültek, a későbbi korban 1928-ban  átfestették.

## A torony
A templom tornya 1836-ban épült, bejárója csúcsíves kőkeretű. Egyik harangját 1542-ben öntötték,  a másik 1604-ben készült és 1835-ben újraöntötték.
Felirata:
„O rex gloriae Jesu Xte, Veni in pace. Paulus fudit. A. D. 1604.”

## Külső hivatkozások
- Archimedia honlapja
- epa.oszk.hu
- Csíkmenasági római katolikus templom képekkel